# Alessandro Figà Talamanca
Pour les articles homonymes, voir Talamanca.
Alessandro Figà Talamanca (né à Rome le 25 mai 1938 et mort dans la même ville le 27 novembre 2023) est un mathématicien italien.

## Biographie
Plusieurs fois, Alessandro Figà Talamanca participe à la gestion du système universitaire italien et partage ses opinions dans les journaux, comme La Repubblica. Il est un ami proche de Carlo Pucci, un mathématicien qui s'évertue à améliorer la méthode d'enseignement des mathématiques en Italie et le mode de gestion du département des Mathématiques en Italie. Pucci est, surtout, le refondateur de l’Istituto Nazionale di Alta Matematica Francesco Severi. De 1995 à 2003, Talamanca, en successeur de Pucci, est président de l'Istituto, et il continue ce que Pucci a mis en place. Il est également vice-président de la Société mathématique européenne.
Il est membre de l'Universitario de Consiglio Nazionale et, de 1999 à 2004, du Comitato nazionale per la valutazione del sistema universitario — une institution qui réfléchit au moyen d'améliorer l'ensemble du système universitaire italien.
Il effectue des recherches et obtient d'importants résultats, dans le domaine de l'analyse harmonique, sur les séries de Fourier aléatoires et le processus de diffusion, essentiellement à Rome  — Université La Sapienza de Rome —, mais aussi aux États-Unis, en particulier dans les années soixante : il intègre les activités de recherche en Californie, à l'UCLA, où il obtient son Ph.D en 1964 et, la même année, est professeur adjoint par intérim et rencontre le mathématicien franco-américain Serge Lang et de 1964 à 1966 à Boston, est « Moore Instructor » au MIT.
Tout en enseignant au MIT, il tombe sur les deux tomes sur le calcul infinitésimal de Tom M. Apostol et décide de les rapporter en Italie – alors qu'il est devenu professeur à l'Université de Gênes : c'est lui qui a proposé une édition italienne des travaux d'Apostol à un imprimeur de Turin, et il en supervise lui-même la traduction en 1977. Talamanca a lui-même écrit un livre sur le calcul infinitésimal, mais, lorsqu'il donne sa première classe de calcul infinitésimal en langue anglaise dans l'histoire de la faculté d'ingénierie de l'Université de Rome III, il décide d'utiliser celui de Lang. Toutefois, il a toujours préféré les livres américains aux russes, comme ceux de Boris Demidovich : il apprécie plus l'approche amicale des américains d'enseigner les mathématiques que la forte rigueur soviétique – à titre d'exemple, en classe, il déclare que, puisque maintenant, nous avons des calculateurs, il n'est pas utile d'apprendre la liste complète des intégrales signalées par Demidovich.
Il enseigne le calcul différentiel en tant que professeur à Berkeley, de 1968 à 1969, à Yale, de 1969 à 1970, puis professeur associé à l'université du Maryland de Washington, en Nouvelle-Galles du Sud et à Sydney. 
Il est une référence à La Sapienza : en 2007, il y devint directeur général du département de mathématiques, qu'il doit quitter en 2009 car âgé de 71 ans. C'est pourquoi il décide d'accepter de partir pour l'Université de Rome III, où, en reconnaissance de son prestige, il donne des cours de calcul différentiel en anglais, pour enseigner aux étudiants étrangers. Il est contraire au système du facteur d'impact (voir ici: L'Impact Factor nella valutazione della ricerca e nello sviluppo dell’editoria scientifica).
Il est contre le système de facteur d'impact d'Eugene Garfield en sciences.
Alessandro Figà Talamanca est mort à Rome le 27 novembre 2023 à l'âge de 85 ans.

## Publications
- avec Claudio Nebbia : Harmonic analysis and representation theory for groups acting on homogeneous trees, Cambridge University Press, 1991 (ISBN 0-521-42444-5).
- Carl Herz, « Review: Harmonic analysis and representation theory for groups acting on homogeneous trees, par Alessandro Figà-Talamanca et Claudio Nebbia », Bull. Amer. Math. Soc. (N.S.), vol. 31, no 2,‎ 1994, p. 271–274 (lire en ligne)
- avec Tim Steger : « Harmonic analysis for anisotropic random walks on homogeneous trees », Bull. Amer. Math. Soc. (N.S.), AMS,‎ 1994 (ISBN 0-8218-2594-1).